# Вюртембергский гульден
Вюртембергский гульден (нем. Gulden) — денежная единица Королевства Вюртемберг.
Гульден был валютой Вюртемберга c 1806 по 1873 год. До 1824 года гульден был единицей учёта и использовался для обозначения банкнот, но не был выпущен в качестве монеты.
Первые монеты были выпущены в 1824 году. Было установлено соотношение 1 гульден = 60 крейцеров.
В 1857 году Австрия и Германский таможенный союз подписана Венскую монетную конвенцию на основании которой были унифицированы их валюты.
В результате подписания Венской монетной конвенции основной денежной единицей союза стал союзный талер (нем. Vereinsthaler) со следующими зафиксированными соотношениями: 1 союзный талер = 1,5 австрийских гульдена = 1 3/4 южногерманских гульдена.
Но Вюртембергский гульден продолжал хождение до 1873 года, когда был заменён Золотой маркой.